# Crambus viettellus
Crambus viettellus là một loài bướm đêm trong họ Crambidae.